# Franco Malerba
Franco Egidio Malerba (Genua, 10 oktober 1946) is een Italiaans voormalig ruimtevaarder van de ESA. Malerba werd dankzij ruimtevlucht STS-46 op 31 juli 1992 de eerste Italiaan in de ruimte. Tijdens de missie werden twee satellieten in hun baan gebracht, de European Retrievable Carrier (EURECA) en de Tethered Satellite System (TSS).
Van 1994 t/m 1999 was hij lid van het Europees Parlement namens de Europese Volkspartij fractie.